# Pidgin basco-islandese
Il pidgin basco-islandese era un pidgin utilizzato in Islanda nel XVII secolo. Nacque a seguito del contatto tra balenieri, pescatori e mercanti baschi e gli abitanti dell'Islanda.

## Distribuzione geografica
Si diffuse principalmente lungo le coste occidentali e meridionali dell'Islanda.

## Lessico
Il lessico era basilare e improntato principalmente alle necessità quotidiane, relativo quindi alla pesca ed alle attività ad essa correlate, tessitura reti... Erano pertanto esclusi quei termini baschi astratti (di origine antica: greca e romana).
Alcune frasi basco-islandese, contenute nel vocabolario presentano anche parole francesi, spagnole e inglesi:
- Christ Maria presenta for mi balia, for mi, presenta for ju bustana (pidgin).
- Kristo eta Mariak balea ematen didatenean emango dizut buztana (basco).
- Quando Cristo e Maria mi daranno una balena, ti darò la coda.

Da notare che presenta e for ju derivano dall'inglese present e for you.
- For ju mala gissuna.
- Gizon txarra zara.
- Sei un uomo malvagio.

Mala deriva dallo spagnolo malo, mentre gissuna corrisponde al basco gizon.

## Storia

### Ingloriosa fine
Nel 1615 alcuni balenieri baschi, giunti in Islanda per una spedizione di caccia, furono assassinati nel corso degli eventi noti come Spánverjavígin a seguito di conflitti con la popolazione della regione di Vestfirðir. Si tratta dell'ultimo massacro documentato avvenuto nella storia del Paese.
A partire dal 1616, i baschi furono considerati criminali. Il pidgin perde quindi la sua funzione cominciando ad estinguersi.

### Riscoperta negli archivi
Il pidgin basco-islandese venne "riscoperto" nel 1937, quando il linguista olandese Nicolaas Deen ritrovò tra alcuni archivi islandesi un testo seicentesco riportante un vocabolario di tale pidgin. Lo stesso Deen dedicò poi la sua tesi universitaria a tale argomento.
Il testo scoperto nel 1937 riporta una lunga lista di nomi, più alcune frasi ed espressioni, relative per lo più al mondo della pesca. Il lessico è principalmente basato sul basco.
La norma che permise il massacro dei baschi fu abrogata formalmente solo nell'aprile del 2015.

## Sistema di scrittura
Il sistema di scrittura era basato sull'alfabeto latino già diffusosi tra danesi prima e norvegesi poi con la conversione al cristianesimo e diffusosi tra i baschi molto prima con la conquista romana e il loro impiego come soldati lungo i confini dell'impero: vallo Adriano e limes germanicus.